# Miłoszowice (Ukraina)
Miłoszowice (ukr. Милошовичі, Myłoszowyczi) – wieś na Ukrainie, w obwodzie lwowskim, w rejonie lwowskim, w hromadzie Pustomyty.